# 1866 en Grèce
Chronologie de la Grèce
- 1862
- 1863
- 1864
- 1865
- 1866
- 1867
- 1868
- 1869
- 1870

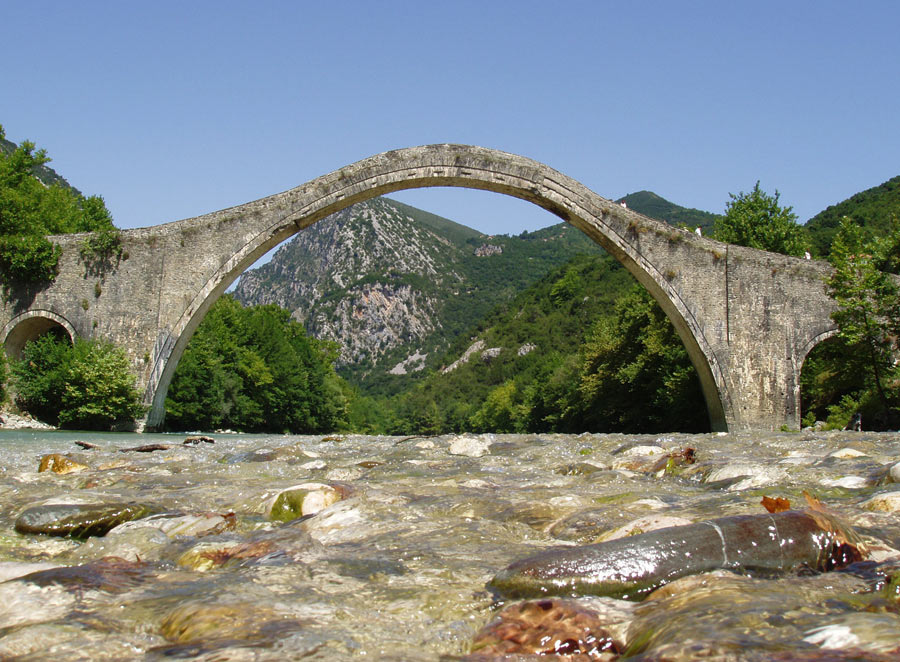
Inauguration du pont de Pláka.

Cette page concerne les évènements survenus en 1866 en Grèce  :

## Événement
- Révolte crétoise (1866-1869)
- Révolte macédonienne (en) : En 1866, la grande révolution crétoise éclate. Simultanément, d'autres bases révolutionnaires apparaissent dans tout l'Empire ottoman habité par des Grecs, comme la Thessalie et l'Épire. Fin avril 1866, Leonídas Voúlgaris débarque à Ormýlia en Chalcidique, à la tête d'une force armée, et s'unit aux combattants locaux sous le commandement du capitaine Geórgios de Mademochoria (en). Les activités de cette force prennent fin en juin de la même année en raison de la réponse rapide des puissantes forces ottomanes en garnison dans la région, après que le gouvernement grec lui-même ait averti les autorités ottomanes afin d'éviter un incident diplomatique.

## Création
- Pont de Pláka (en) sur le fleuve Arachthos.

## Naissance
- Dimítrios Goúnaris, personnalité politique.
- Aristídis M. Kanáris (el), militaire.
- Konstantínos M. Kanáris (el), militaire.
- Ioánnis Kountouriótis (el), personnalité politique.
- Adónios Pepanós, nageur.
- Charálambos Ploumidákis (el), avocat et personnalité politique
- Stamáta Revíthi, athlète (coureuse de fond)
- Emmanouíl Tzanakákis (el), général.

## Décès
- Jacques Ier d'Alexandrie, pape et patriarche orthodoxe d'Alexandrie et de toute l'Afrique.
- Evanthía Kaḯri, écrivaine et dramaturge.
- Athanásios Iatrídis (el), peintre.